# 가나가와현 제1구
가나가와현 제1구(일본어: 神奈川県第1区)는 일본의 중의원 선거구이다. 1994년 일본 공직선거법 개정으로 신설되었다.

## 지역
- 요코하마시
  - 나카구
  - 이소고구
  - 가나자와구

## 역대 국회의원
- 마쓰모토 준(소속 정당: 자유민주당, 임기: 1996년 ~ 현재)